# Mareuil-lès-Meaux
Mareuil-lès-Meaux är en kommun i departementet Seine-et-Marne i regionen Île-de-France i norra Frankrike. Kommunen ligger i kantonen Meaux-Sud som tillhör arrondissementet Meaux. År 2022 hade Mareuil-lès-Meaux 3 313 invånare.

## Befolkningsutveckling
Antalet invånare i kommunen Mareuil-lès-Meaux
| Referens: INSEE |